# Dunavarsány
Dunavarsány [dunavaršáň] je město v Maďarsku v župě Pest, spadající pod okres Szigetszentmiklós. Nachází se u břehu řeky Ráckevei-Duna, která je ramenem Dunaje a tvoří s ním říční ostrov Csepel. Nachází se asi 11 km jižně od Budapešti. V roce 2015 zde žilo 7 517 obyvatel, z nichž jsou 87 % Maďaři, 2,9 % Němci, 1,2 % Romové a 0,4 % Rumuni.
Nejbližšími obcemi jsou Áporka, Délegyháza, Majosháza a Taksony, nejbližšími městy Dunaharaszti a Szigethalom. Pod území města spadá koupaliště Rukkel-tó.

## Partnerské obce
- Slavec, Slovensko
- Četfalva (Csetfalva), Ukrajina